# Álex Darío Aguinaga
Álex Darío Aguinaga   (Ibarra, 9 de juliol de 1968) és un exfutbolista equatorià de la dècada de 1990.
Fou 109 cops internacional amb la selecció de l'Equador amb la qual participà en el Mundial de 2002.
Pel que fa a clubs, defensà els colors de Deportivo Quito, Necaxa, Cruz Azul i LDU Quito.
Com a entrenador començà el 2010 com assistent de Manuel Lapuente al club mexicà América. Més tard dirigí a Barcelona i Correcaminos UAT. Trajectòria:
- 2011: América (assistent)
- 2011: Barcelona SC
- 2012: San Luis
- 2013–2014: LDU Loja
- 2014–2015: Correcaminos UAT
- 2015–2016: Deportivo Cuenca
- 2016: LDU Quito